# 野村茂久馬

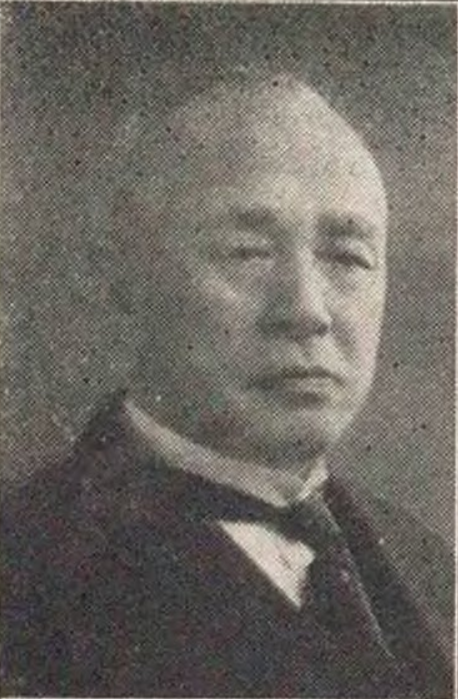
野村茂久馬

野村 茂久馬（のむら もくま、1870年1月30日（明治2年12月28日） - 1960年（昭和35年）2月11日）は、「土佐の交通王」と呼ばれた実業家。財団法人板垣会第12代会長。坂本龍馬先生銅像建設会会長。桂浜・坂本龍馬先生銅像の建立責任者。高知城公園・板垣退助先生銅像の再建責任者。

## 概略
近代交通黎明期に高知県の海運・陸運の発展に貢献し、土佐湾岸航路、バス、鉄道等多くの交通事業に携わった。
現在のとさでん交通の前身会社の一つである高知県交通の前身である野村組自動車部、現・新高知重工の前身である野村組工作所の創設者である。
また、私鉄高知鉄道手結－安芸線（後の土佐電気鉄道安芸線：昭和49年(1974年)の建設なども手掛けた。
昭和初期、独自に本四連絡橋神戸・鳴門ルートの構想を持つなど先見の明を持っていた。
坂本龍馬、中岡慎太郎、板垣退助らの銅像を建てるため奔走する人々に、乗合自動車の無料乗車券を発行する等の支援をした。

## 来歴

### 生い立ち
明治2年12月28日(1870年1月30日)、野村健吉の長男として、土佐国安芸郡奈半利村（現在の高知県安芸郡奈半利町）に生まれる。母は北川氏(貞子)
13歳の時、銀行勤務の父に伴われて、高知市内に移る。西南戦争の翌年にあたる、明治11年(1878年)、高知県尋常中学校(現校名・高知県立高知追手前高等学校)に入学。(ライオン宰相、濱口雄幸（高知市出身）とは同級生) 明治23年(1890年)上京して、東京専門学校(現・早稲田大学)に入り、政治、経済を学ぶが、明治24年(1891年)学業を断念して実家に戻る。この頃、結婚をしたが、野放図な性格から浪費がかさみ、父と衝突して家を出、明治30年(1897年)、高知市内に居を移した。

### 実業家として
明治30年(1897年)、内国通運高知取引所(現・日本通運高知支店)を預かり、明治37年(1904年)、日露戦争の戦地輸送を手掛ける。
大正8年(1919年)8月15日、株式会社野村組自動車部を資本金1万円で設立し、さらに、大正9年(1920年)土佐沿岸汽船株式会社を設立。
大正10年(1921年)、高知工作所を買収し、海陸運輸関連事業を拡大させる。
昭和2年(1927年)1月、早稲田大学に在学中であった発起人・入交好保の趣旨に賛同し、推されて「坂本龍馬先生銅像建設会」の会長職に就任。4月、寄附行為の許可を受け、銅像建設事業に取り組む。
昭和3年(1928年)、株式会社野村組自動車部を、野村自動車株式会社と商号変更した。

### 貴族院議員として
昭和7年(1932年)高知県多額納税者として貴族院議員に互選され、同年9月29日に就任。昭和8年(1933年)、高知商工会議所会頭となり、昭和14年(1939年)、貴族院議員に再選。政友会支部長の任につく。研究会に所属し1947年（昭和22年）5月2日の貴族院廃止まで在任した。
株式会社野村組と野村自動車株式会社を合併して、野村産業株式会社（この会社は昭和60年(1985年)に福山通運に傘下入りし高知福山通運に商号変更）とし、事業の拡大をはかった。

### 文化人として

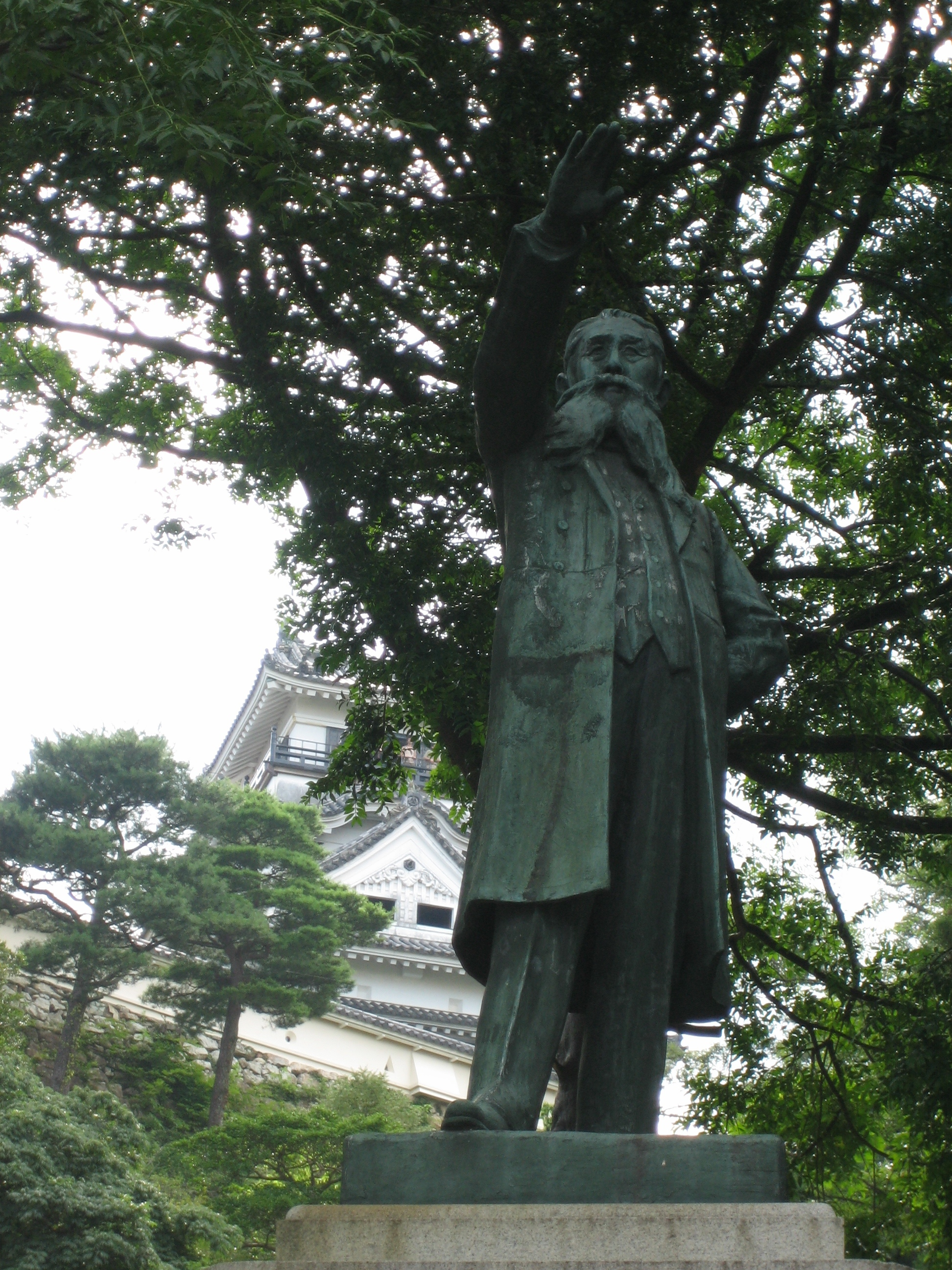
高知城公園・板垣退助先生像
(野村茂久馬の再建による)

郷土愛が深く、人望もあり、政財界に通じ桂浜の「坂本龍馬先生銅像」、室戸の「中岡慎太郎先生像」の建立を支援し、1937年（昭和12年）、高知・板垣会館の建設にも尽力する。同4月6日の「板垣会館」落成式に際し、来高した国士・頭山満を自邸に招いて摂待し、乗用車を提供して便宜に尽す。昭和16年(1941年)、財団法人板垣会編纂書籍『憲政と土佐』に対し私財を拠出して支援。11月3日、同上を出版させた。
実業家として辣腕を振い、また各種文化事業にも取り組む。昭和19年(1944年)、野村産業株式会社のバス部門が独立し、高知県交通株式会社となるが、大東亜戦争の戦局悪化に伴い、昭和20年(1945年)7月4日、高知市内も敵機の空襲によって焼失するなど、苦難を経験する。昭和21年(1946年)1月、GHQ（連合国軍最高司令官総司令部）の指示により公職追放され、引退して奈半利町に籠居した。
昭和26年(1951年)8月、公職追放解除の後、高知市天神町に居を移す。この時、参議院議員・寺尾豊を会長とする「野村茂久馬翁寿像建設会」が組織され、大詔奉戴日にあたる同年12月8日除幕式を迎えた。更にこの頃、推されて財団法人板垣会の会長となり、戦時に金属供出して空の台座のみとなっていた高知城公園の「板垣退助先生銅像」の再建事業に取り組んだ。現在、高知城公園に板垣退助の銅像が存在するのは、この再建活動の賜物である。
昭和35年(1960年)2月11日死去、満90歳。

## 家族・親戚
出典は、久曜会野村翁編纂委員会編著『野村茂久馬翁』。
- 先妻・松寿（生年不明）[12]
- 長男・好之（1896年（明治29年）12月生） 
野村自動車元取締役[13]。妻は高知県、前野吉成の次女・久[14]。
  - 孫・健一郎（1917年（大正6年）3月17日生） 
高知県交通元社長、高知放送取締役[15]。早稲田大学専門部政経科卒。好之の長男[16]。
- 次男・好郷（生年不明）
1914年（大正3年）1月3日、急性腹膜炎により14歳で早逝[12][17]。
- 五男・好喜（1905年（明治38年）3月生）

土佐酸素元社長。
松寿との間には他に三男の武雄、四男の好直（七男とは別人）がいたがいずれも幼死している。
- 後妻・昭恵（1884年（明治17年）2月生）

高知県、川口虎衛の妹。
- 六男・好久（1911年（明治44年）4月18日生） 
高知通運元社長[15]。安芸郡奈半利町生まれ[18]。高知市出身[15]。1934年（昭和9年）大分高等商業学校（現・大分大学経済学部）卒業後、野村組鉄道部に勤務[15][18]。1936年（昭和12年）野村運送店を創立[15]。翌年高知通運に改組改称し社長に就任[15][18]。なお高知商工会議所常議員、高知県経営者協会員、高知県交通取締役を兼任した[15]。妻は改田武馬（麒麟麦酒元取締役）の八女・華[18]。
  - 孫・比沙美（1936年（昭和11年）11月13日生） 
好久の長女[13][19]。土佐女子高校卒[19]。夫は百十四銀行元常任監査役の中條利祐（中央大学経済学部卒）[19]。義父は同行元頭取の中條晴夫[19]。
- 長女・愛子（1914年（大正3年）1月生） 
夫は土佐商船元常務取締役の泉谷彦治（京都帝国大学法学部卒）[20][21]。
  - 外孫・泉谷良彦（1935年（昭和10年）10月6日生）
三菱石油元社長、日石三菱元会長。泉谷彦治・愛子の長男[22]。慶應義塾大学法学部卒業。
- 七男・好直（1916年（大正5年）3月生） 
奈半利炭鉱、土佐造船鉄工所（現・新高知重工）元社長[15]。東京帝国大学農学部卒[20]。
- 八男・好信（1920年（大正9年）1月生）
日本大学工科卒[20]。1945年（昭和25年）3月1日、沖縄にて26歳で戦死[12]。
- 次女・孝子（1923年（大正12年）2月生） 
夫は近森病院開設者の近森正博[12][20][23]。
  - 外孫・近森正幸（1947年（昭和22年）7月31日生）
近森病院院長[24]。近森正幸・孝子の長男[25]。大阪医科大学卒業[24]。2017年1月、院長職を息子に譲り理事長に就任するも、翌年の不祥事（詳細）により2018年2月9日付で新院長を兼任[26][27][28]。
- 三女・好子（1925年（大正14年）12月生）
夫は島崎直幹（澁澤倉庫元常務取締役）の長男で、元住友銀行員・土佐商船元社長の島崎直俊（京都帝国大学経済学部卒）[12][29][30]。義弟は大日本除虫菊元会長の上山直武（旧姓・島崎）。義姉は山本真次郎（東京帝国大学法学部卒、澁澤倉庫元取締役）の妻・富美子（旧姓・島崎）[31]。
  - 外孫・奥野秀子（旧姓・島崎、1948年（昭和23年）8月14日生） 
島崎直俊・好子の次女[32]。甲南女子大学英文科卒[32]。夫は長瀬産業元顧問・執行役員の奥野良一（大阪市立大学商学部卒）[32]。
    - 曽孫・奥野卓志（1974年（昭和49年）4月8日生）
ごぼうの党代表。奥野良一・秀子の長男[32]。中央大学附属高校中退[注 1]。